# Friedberg (Bad Saulgau)

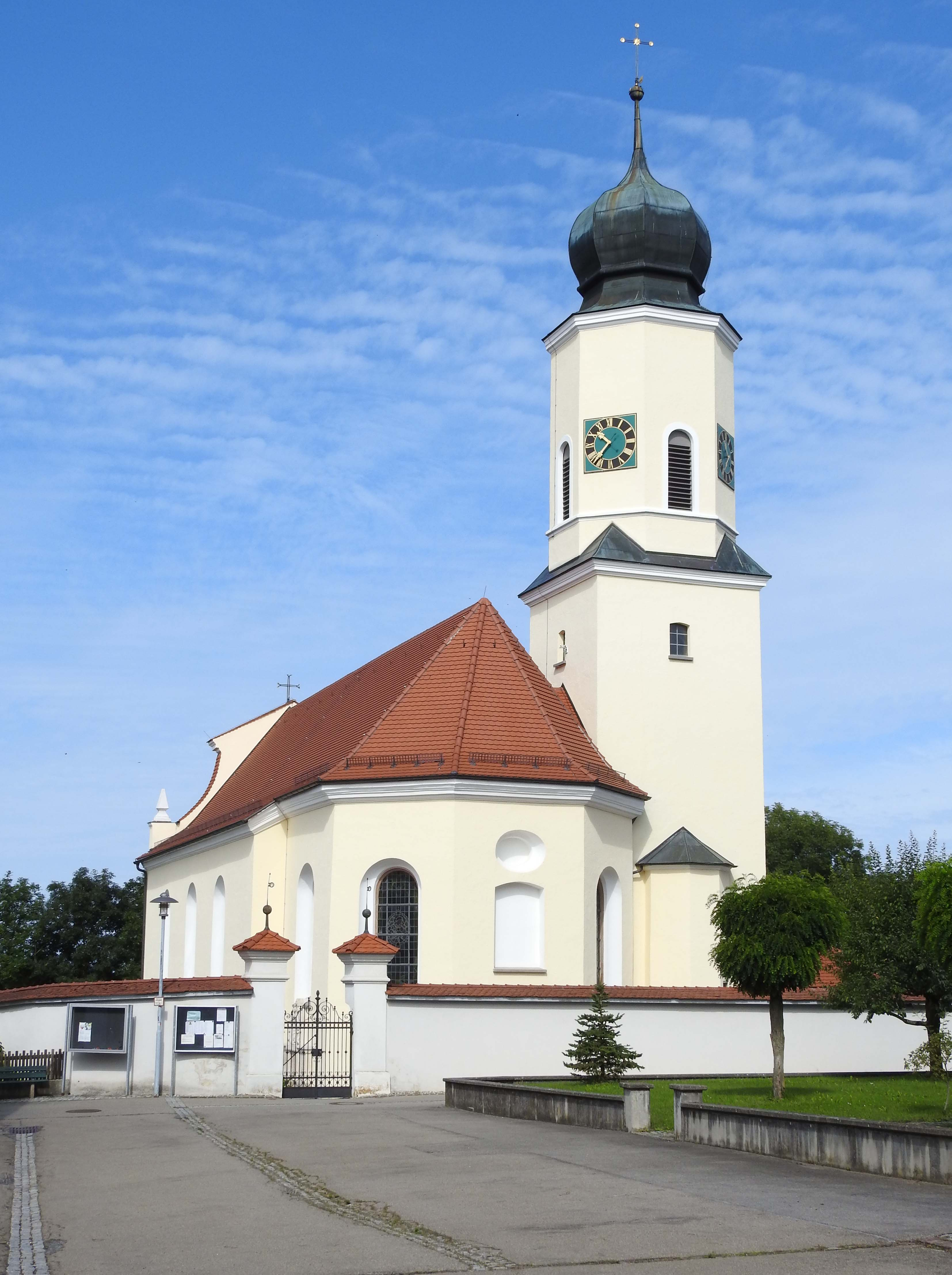
Mariä Himmelfahrt in Friedberg von Osten

Friedberg ist ein Teilort der Stadt Bad Saulgau mit 403 Einwohnern (Stand 2010) im Landkreis Sigmaringen in Baden-Württemberg.

## Geographie

### Lage
Friedberg befindet sich auf rund 615 m ü. NN etwa in der Mitte des Dreiecks Bad Saulgau – Mengen – Ostrach umgeben von Wiesen und Wäldern. Das Dorf liegt rund acht Kilometer westlich des Zentrums von Bad Saulgau. Die Gesamtfläche der Gemarkung beträgt 541 Hektar (Stand 2010). Durch die Gemarkung fließt der 2002 renaturierte Friedberger Bach, auch Friedbach genannt. Hier hat sich 2009 zum ersten Mal nach 150 Jahren wieder der Biber angesiedelt, nachdem sich seit dem Jahr 2000 die Gesamtpopulation wieder erholt und er von der Donau aus angefangen hatte, auch die Seitenflüsse zu besiedeln.

## Geschichte
Friedbergs erste urkundliche Erwähnung stammt aus dem Jahr 1247, als Graf Mangold von Nellenburg (aus der Manneslinie der Grafen von Veringen) in der Burg „Vriedeberch“ eine Urkunde ausstellte. Das Dorf war einst Zentralort der gleichnamigen Grafschaft Friedberg. Derselbe Graf verkaufte die Grafschaft 1282 an König Rudolf von Habsburg um 1480 Mark Silber. Da Habsburg in Geldnöten war, wurde die Grafschaft schon bald darauf verpfändet.
1452 kam sie an die Truchsessen von Waldburg. Als waldburgisches Gebiet war Friedberg Namensgeber für die Linien Waldburg-Friedberg und Waldburg-Friedberg-Scheer (1717 erloschen).
Wirnsweiler gehörte lange Zeit zu Friedberg. Durch einen Vertrag von 1708 trat die Grafschaft Forstrechte und das Grundeigentum rund um Wirnsweiler an das salemische Amt Ostrach ab, behielt jedoch die Gerichtsbarkeit über Wirnsweiler, wodurch der Ort in eine Insellage geriet.
1785 kam die Grafschaft Friedberg an die Fürsten von Thurn und Taxis und die Grafschaft Scheer unter dieselbe Hoheit. Nachdem das Haus Thurn und Taxis 1695 in den Reichsfürstenstand erhoben worden war, erhielt es 1787 die reichsunmittelbare gefürstete Grafschaft Friedberg-Scheer als Reichslehen.
Die Fürsten von Thurn und Taxis erhielten durch den Reichsdeputationshauptschluss noch das Amt Ostrach hinzu, 1806 jedoch wurde ihr Besitz aufgeteilt: Das Fürstentum Hohenzollern-Sigmaringen erhielt das Amt Ostrach, das Königreich Württemberg den übrigen in Oberschwaben gelegenen Besitz. Friedberg und Wirnsweiler wurden württembergisch, und Wirnsweiler so zur württembergischen Enklave in Hohenzollern.
Der Ort hatte lange Zeit zwei Namen; der obere Teil war Friedberg, der untere Knechtenweiler.
Die Gemeinde Friedberg war Teil des württembergischen Oberamts Saulgau, das 1934 in Kreis Saulgau umbenannt wurde und 1938 zusammen mit dem Großteil des Kreises Riedlingen im Landkreis Saulgau aufging. Nach dessen Auflösung wurde die damals selbständige Gemeinde Friedberg am 1. Januar 1973 Teil des Landkreises Sigmaringen.
Am 1. Januar 1975 wurde Friedberg mit dem Weiler Wirnsweiler in die Stadt Saulgau eingemeindet, jedoch wurde der Weiler am 1. Januar 1978 in die ihn umgebende Gemeinde Ostrach umgegliedert.
2009 erhielt Friedberg beim Wettbewerb Unser Dorf hat Zukunft von der Bewertungskommission des Regierungsbezirks Tübingen mit Bronze die zweithöchste Auszeichnung auf der Bezirksebene.

### Einwohnerentwicklung
| Jahr | Einwohner |
| ---- | --------- |
| 1829 | 325       |
| 1961 | 410       |
| 1970 | 439       |
| 2010 | 403       |

## Religion
Die Pfarrei Friedberg wurde erstmals im Jahr 1275 erwähnt.

## Politik

### Bürgermeister
- 1974–1975 Erwin Oehler († 13. Februar 2011)[12]

### Ortsvorsteher
- 1975–1990: Erwin Oehler
- 2009 bis 2018: Eugen König

seit 2018: Edwin Reber

### Wappen
Das Wappen der ehemaligen Gemeinde Friedberg zeigt in Silber ein roter Löwe, eine schwarze Hirschstange in den Pranken haltend.

## Kultur und Sehenswürdigkeiten

### Museen
- Das Hofmuseum ist ein 2001 eingerichtetes privates Museum, das Maschinen, Geräte und weitere Leihgaben und Schenkungen von Privatpersonen in einer ehemaligen Scheune zeigt.

### Bauwerke
- Barocke Pfarr- und Wallfahrtskirche Mariä Himmelfahrt
- In Friedberg befinden sich in der Nähe des Wanderheims eine ganze Reihe an Erdkellern[11] im kompakten tertiären Pfohsand. Diese vermögen infolge ihrer Porosität im Sommer und Winter die gleiche Temperatur zu halten. Das Tertiär ging vor etwa 15 Millionen Jahren nach einer Dauer von rund 60 Millionen Jahren zu Ende. Der Pfohsand ist das charakteristische Sediment der Oberen Meeresmolasse in und um Saulgau. Es ist ein feiner Sand mit Ton, Kalk und Glaukonitkörnchen, wobei Letztere die maritime Herkunft der Ablagerung dokumentieren.[13]
- Die Burg Friedberg ist eine abgegangene Burg auf einem Vorsprung der Anhöhe. Sie existierte schon 1404 nicht mehr. Heute ist die Schlossbergterrasse der örtliche Festplatz.

### Naturdenkmäler
- Um das Wanderheim der Friedberger Ortsgruppe des Schwäbischen Albvereins entstand ein kleines Naherholungsgebiet.[11]

### Regelmäßige Veranstaltungen
- Die Friedberger Fasnet wird aktiv durch die „Narrenzunft Friedberg Burgstallknechte“, gegründet 1996, gestaltet. Der Narrenruf lautet „Wirf’s – Hai rah“. Die Narrenfigur ist der „Burgstallknecht“.

## Wirtschaft und Infrastruktur

### Öffentliche Einrichtungen
- Das Dorfgemeinschaftshaus Friedberg ist ein Ort in dem viele private, kulturelle und Vereinsveranstaltungen stattfinden.
- Backhaus